# Article 39 bis de la Constitution belge
L'article 39 bis de la Constitution de la Belgique fait partie du titre III des pouvoirs. Il permet aux régions d'organiser des consultations populaires.
Il date du 6 janvier 2014 et n'a jamais été révisé depuis.

## Texte
« A l'exclusion des matières relatives aux finances ou au budget ou des matières qui sont réglées à une majorité des deux tiers des suffrages exprimés, les matières exclusivement attribuées aux organes régionaux peuvent faire l'objet d'une consultation populaire dans la région concernée. 
 La règle visée à l'article 134 règle les modalités et l'organisation de la consultation populaire et est adoptée à la majorité des deux tiers des suffrages exprimés, à la condition que la majorité des membres du Parlement concerné se trouve réunie. Une loi, adoptée à la majorité prévue à l'article 4, dernier alinéa, prévoit des conditions de majorité supplémentaires en ce qui concerne le Parlement de la Région de Bruxelles-Capitale. »